# 172-я стрелковая дивизия (1-го формирования)
172-я стрелковая дивизия — общевойсковое соединение (стрелковая дивизия) РККА ВС СССР в годы Советско-финской и Великой Отечественной войн.
Почти три недели с 8 по 27 июля 1941 года 172-я стрелковая дивизия и другие соединения и части 13-й армии обороняли Могилёв, находясь в окружении, против превосходящих сил противника.

## История
Стрелковая дивизия сформирована в 1939 году на базе 84-й стрелковой дивизии и дислоцировалась недалеко от Тулы в городе Сталиногорске. В Сталиногорске находились штаб дивизии (управление), 747-й стрелковый полк, 341-й отдельный зенитный дивизион, 222-й батальон связи и 340-й лёгкий артиллерийский полк. В Богородицке стоял 493-й гаубичный артиллерийский полк, в Ефремове — 388-й стрелковый полк, а в Белёве — 514-й стрелковый полк.
Дивизия укомплектована из жителей Тульской области и частично Московской, кроме того в дивизию прибыла группа военнослужащих из Белорусской ССР и Горьковской области. Командиром назначен полковник Я. Г. Крейзер. Тульский областной комитет партии помог в устройстве частей дивизии.
Вскоре 172-я дивизия была направлена на финский фронт, где получила первое боевое крещение. После финской войны дивизия вернулась в прежние пункты дислокации. 14 марта 1941 года командиром дивизии назначен генерал-майор М. Т. Романов.
Незадолго до начала Великой Отечественной войны дивизия выехала в Тесницкие лагеря под Тулой для летней учёбы. С началом войны в дивизию также были направлены шахтёры и химики Сталиногорска, Богородицка и других районов Тульской области, не имевшие брони.
Приказом командующего Западным фронтом от 7 июля 172-я стрелковая дивизия была включена в 61-й стрелковый корпус генерала Ф. А. Бакунина в составе 13-й армии. Направлена в Могилёв.
26 июня первый эшелон дивизии отбыл на запад. В период с 28 июня по 3 июля части дивизии сосредоточивались в районе Могилёва и организовывали оборонительные сооружения: полевые сооружения, окопы, ходы сообщения и т. д. В земляных работах также принимали жители Могилёва.
8 июля передовые части немецкого 46-го моторизованного корпуса подошли к Могилёву и после бомбардировки люфтваффе атаковали передний край дивизии на стыке 514-го и 388-го стрелковых полков. Вклинившись в оборону дивизии, немецкие части потеряли не менее 40 танков, в связи с чем они прекратили фронтальные удары и вышли севернее Шклова и у Быхова с целью танкового прорыва по сходящимся направлениям для обхода и окружения узла сопротивления у Могилёва.
С южного участка фронта в район Могилёва выдвинулась 3-я танковая дивизия. Успешно форсировав Днепр на участках 53-й и 187-й стрелковых дивизий, передовые части 10-й моторизованной дивизии попытались выйти к северу от Луполово, чтобы выйти в тыл защитникам Могилёва. Но эта попытка не удалась из-за активной обороны частей 172-й стрелковой дивизии. С наступлением темноты отряд 747-го стрелкового полка (начальник штаба полка майор Г. И. Златоустовский) внезапно атаковал на Сидоровичи и Слободку, отбросив немецкие части. По советским данным, потери противника составили 30 автомашин, орудия и автомобили.
Отряд майора Г. И. Златоустовского закрепился и несколько дней сдерживал попытки противника прорваться в район Луполово. В состав отряда входили курсанты полковой школы, которые отражали танковые атаки бутылками с горючей смесью. Огневую поддержку им оказывала полковая артиллерийская батарея капитана И. О. Трофимова. Только к 25 июля противник потеснил части 172-й стрелковой дивизии к окраинам Могилёва, и овладев Луполово, отрезал дивизию от основных сил 61-го стрелкового корпуса, которые к тому времени находились в окружении северо-восточнее Могилёва. 26 июля на восточный берег Днепра прорвались немногочисленные подразделения 388-го стрелкового полка, а в обратном направлении, в район боевых действий основных сил корпуса вышли несколько подразделений 514-го и 747-го стрелковых и небольшие группы артиллерийских полков.
В течение трёх недель 172-я стрелковая дивизия и другие соединения 13-й армии обороняли Могилёв, сковав не менее 4-х пехотных дивизий противника. В этих боях особенно отличился 388-й стрелковый полк под командованием полковника С. Ф. Кутепова. 20 июля 1941 года в газете «Известия» был напечатан очерк военного корреспондента К. Симонова «Горячий день» о бое на Буйничском поле, в ходе которого 388-й стрелковый полк С. Ф. Кутепова за один день подбил 39 танков противника.
В ночь на 27 июля остатки дивизии прорвались из окружения и, следуя с боями по территории, занятой противником, вышли в район Смоленска. При выходе из окружения был тяжело ранен руководитель обороны города Могилева генерал М. Т. Романов. Его укрыл и некоторое время лечил колхозник деревни Барсуки М. Ф. Асмоловский. Однако вскоре генерал был схвачен и доставлен в Луполовский лагерь смерти. После неудачной попытки побега, М. Т. Романов был отправлен в концлагерь Хаммельбург. Погиб в концлагере Хаммельбург 3 декабря 1941.
В боях в районе Могилёва погибли командиры артиллерийских полков 172-й дивизии полковники И. С. Мазалов и И. Ф. Живолуп.
Дивизия расформирована 19 сентября 1941 года.

## Состав
- управление
- 388-й стрелковый полк (полковник Кутепов С. Ф.)
  - командир 3-го батальона Гаврюшин Дмитрий Степанович (12.11.1905 - 07.05.1953 г.),капитан[5]
- 514-й стрелковый полк (подполковник Бонич С. А.[6])
- 747-й стрелковый полк (подполковник Щеглов А. В.[7])
- 340-й лёгкий артиллерийский полк (полковник Мазалов И. С.[8])
- 493-й гаубичный артиллерийский полк (полковник Живолуп И. Ф.[9])
- 174-й отдельный истребительно-противотанковый дивизион
- 341-й отдельный зенитный артиллерийский дивизион
- 157-й разведывательный батальон
- 222-й отдельный батальон связи
- 275-й сапёрный батальон
- 224-й медико-санитарный батальон
- 7-я отдельная рота химзащиты
- 227-й автотранспортный батальон
- 298-й полевой хлебзавод
- 106-я полевая почтовая станция
- 369-я полевая касса Госбанка

## В составе
| Дата            | Фронт (округ)     | Армия      | Корпус                 | Примечания |
| --------------- | ----------------- | ---------- | ---------------------- | ---------- |
| 01.07.1941 года | Резерв ставки ВГК | 20-я армия | 61-й стрелковый корпус | -          |
| 07.07.1941 года | Западный фронт    | 13-я армия | 61-й стрелковый корпус | -          |
| 01.08.1941 года | -                 | -          | -                      | -          |
| 01.09.1941 года | -                 | -          | -                      | -          |

## Командиры
- Крейзер Яков Григорьевич (1939 — 13.03.1941), полковник
- Романов Михаил Тимофеевич (14.03.1941 — 19.09.1941), генерал-майор.
- Черниченко Леонтий Константинович, полковой комиссар (попал в плен 2.08.1941 г., освобожден)[10]

## Воины дивизии
- Пашанин, Фёдор Ионович — военврач 3-го ранга 224-го отдельного медико-санитарного батальона. Остался в покинутом советскими войсками Могилёве для оказания медицинской помощи и эвакуации нескольких тысяч раненых бойцов и командиров РККА. Орден Отечественной войны I степени (1970, посмертно, «за геройские действия по спасению советских военнопленных во время оккупации Могилёва»).

## Память
- В 1965 году к 20-летию Победы на территории школы-интерната № 2 города Новомосковска установлен памятник участникам 172-й стрелковой дивизии, павшим в годы Великой Отечественной войны[11].
- На мемориальном комплексе Буйничское поле установлен памятный камень воинам дивизии.

## Оценки и мнения
Писатель К. Симонов:

Война — это кровь, страдания, смерть, опустошение, истребление всего живого на земле. Можно поистине изумляться тому, как удалось советскому солдату выйти победителем. Пусть потомки знают о каждом герое, кто выдержал испытание адской «мясорубки» и сокрушил врага.
Я не был солдатом, был всего-навсего корреспондентом, но я видел, что такое военная «мясорубка», как она перемалывала наших бойцов. И как они, преодолевая страх, становились победителями там, где это, казалось, было просто невозможно по всем законам логики. Мне никогда не забыть поле под Могилёвом, которое в июле 1941 года в самом прямом смысле было пропитано кровью наших солдат. И в то же время там впервые я воочию увидел триумф солдатского мужества — 39 сгоревших немецких танков!